# Gaspar Andreu
Gaspar Andreu (fl.1611-1631) fue un maestro de capilla y compositor español.

## Vida
Se desconoce el lugar y fecha de nacimiento de este compositor, así como sus primeros años y su formación musical.
El 9 de mayo de 1611 fue elegido para ocupar la plaza de maestro de capilla de Santa María del Pino de Barcelona, por la renuncia del predecesor, Pere Armendia, que había sido nombrado dos años antes, el 11 de mayo de 1609. Curiosamente, el 23 de junio de ese año solicitó su admisión a las lecciones generales y particulares de la iglesia, lo que le fue concedido, a pesar de que no era beneficiado. Solo se mantuvo en el cargo cerca de un año y fue reemplazado de nuevo por Pere Armendia, que ya ocupaba el cargo el 16 de junio de 1612. Como causas se barajan la servitud de los trabajos de la capilla de música, pero sobre todo el pobre sueldo de 25 libras anuales.
Desaparece de la documentación hasta 1617. En fecha desconocida debió acceder a la plaza de maestro de capilla en Montblanch ya que este era su cargo cuando se presentó a las oposiciones para el magisterio de la Catedral de Seo de Urgel en 1617.

Y que a M. Andreu, mestre de Capella de Montblanch, se li donen 8 ll. per lo camí, atès és vingut per subir examen y l'ha subit.
Y que a mosén Andreu, maestro de capilla de Montblanch, se le den 8 libras para el camino, atendiendo a que ha venido para realizar el examen y que lo ha realizado.
Actas capitulares de la Catedral de Seo de Urgel

Aunque no la ganó, la imprevista marcha del nuevo titular, Mateo Calvete, cuatro meses después de acceder al cargo, permitió que el 17 de abril de 1617 el capítulo de Seo de Urgel llamara a Andreu para ocupar la plaza.

21 april. 1617. Fuit resolutum que atès M. Calvet mestre de capella se n'es anat, que per ço pus per la relatió de M. Malla organista a qui se era comès lo examen del dit Calvet y de M. Gaspar Andreu que havien comparegut als edictes se eren trets, com té que dit Andreu és hàbil,  que vinga per mestre dit M. Andreu, ab lo salari y ab los càrrechs  acostumats.
21 de abril de 1617. Fue decidido que teniendo en cuenta que mosén Calvet maestro de capilla se ha ido, que por ello [y] por la relación de mosén Malla organista a quien se le había dado la realización del examen del dicho Calvet y de mosén Gaspar Andreu que habían comparecido a los edictos cuando fueron publicados, como resulta que el dicho Andreu es hábil, que venga por maestro el dicho mosén Andreu, con el salario y con los cargos acostumbrados.
Actas capitulares de la Catedral de Seo de Urgel

Permaneció permaneció allí cinco años hasta que el 5 de mayo de 1621 el capítulo decidió despedirlo por razones desconocidas.

Fuit conclusum que al mestre de cant M. Gaspar Andreu, se li donen 10 ll. per lo camí y un mes de presèntia de vui en avant comptador del salari, y que de vuy enllà sia despedit y se puga publicar.
Fue concuido que el maestro de canto mosén Gaspar Andreu, se le den 10 libras para el camino y un mes de presencia de hoy en adelante en cuenta del salario, y que de hoy en adelante sea despedido y se pueda publicar.
Actas capitulares de la Catedral de Seo de Urgel

En 1631 constaba como maestro de capilla de la iglesia de Santa María de Villafranca del Panadés. Posteriormente se le pierde el rastro.

## Obra
La única obra conocida de Gaspar Andreu, Serenad el cielo de estos ojos, a 3 voces, se conserva en la Biblioteca de Cataluña.